# Џош Матавеси
Џош Матавеси (енгл. Josh Matavesi; 5. октобар 1990) професионални је рагбиста и репрезентативац Фиџија који тренутно игра за рагби јунион тим Оспрејс.

## Биографија
Висок 185 cm, тежак 112 кг, Матавеси је пре Оспрејса играо за Маунтс Беј РФК, Ексетер Чифс, Расинг 92 и Вустер Вориорс. За репрезентацију Фиџија до сада је одиграо 16 тест мечева и постигао 40 поена.